# The Electric Joe Satriani: An Anthology
Az The Electric Joe Satriani: An Anthology egy két CD-s válogatásalbum a gitáros Joe Satrianitól, amit 2003-ban adtak ki. Ezen az 1985 és 2002 között írt számok találhatóak. Japánban még rákerült a "Slick" és a "The Eight Steps" című szám is, amit később a többi országban is rátettek.

## A dalok
Az összes számot Satriani szerezte

### Első CD
1. Surfing with the Alien – 4:25
2. Satch Boogie – 3:14
3. Always with Me, Always with You – 3:23
4. Crushing Day – 5:15
5. Flying in a Blue Dream – 5:24
6. The Mystical Potato Head Groove Thing – 5:11
7. I Believe – 5:52
8. Big Bad Moon – 5:16
9. Friends– 3:30
10. The Extremist – 3:44
11. Summer Song – 4:59
12. Why – 4:46
13. Time Machine – 5:08
14. Cool #9 – 6:01
15. Down, Down, Down – 6:10

### Második CD
1. The Crush of Love – 4:21
2. Ceremony – 4:53
3. Crystal Planet – 4:36
4. Raspberry Jam Delta-V – 5:22
5. Love Thing – 3:51
6. Borg Sex – 5:28
7. Until We Say Goodbye – 4:33
8. Devil's Slide – 5:11
9. Clouds Race Across the Sky – 6:14
10. Starry Night – 3:55
11. Mind Storm – 4:12
12. Slick – 3:43
13. The Eight Steps – 5:46
14. Not of This Earth – 3:59
15. Rubina – 5:51